# Diócesis de Bùi Chu
La diócesis de Bùi Chu (en latín: Dioecesis Buichuen(sis) y en vietnamita: Giáo phận Bùi Chu) es una circunscripción eclesiástica latina de la Iglesia católica en Vietnam, sufragánea de la arquidiócesis de Hanói. La diócesis tiene al obispo Thomas Vu Dình Hiêu como su ordinario desde el 17 de agosto de 2013. 

## Territorio y organización

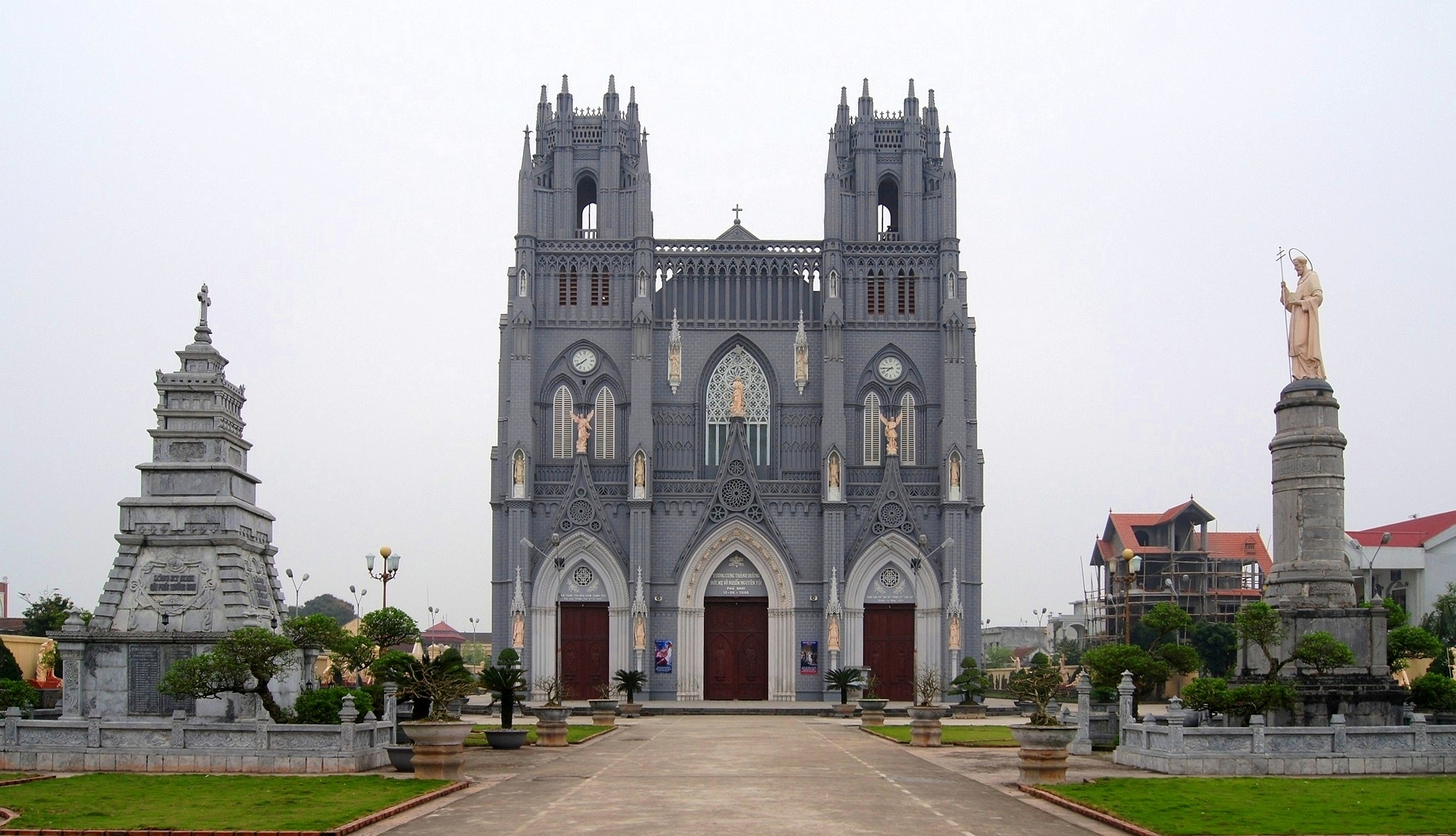
Basílica de la Inmaculada Concepción, en Phu Nhai

La diócesis tiene 1350 km² y extiende su jurisdicción sobre los fieles católicos de rito latino residentes en parte de la provincia de Nam Định.
La sede de la diócesis se encuentra en la ciudad de Bùi Chu, en donde se halla la Catedral de la Reina del Rosario. En Phu Nhai se encuentra la basílica de la Inmaculada Concepción.
En 2018 en la diócesis existían 176 parroquias.

## Historia
El vicariato apostólico de Tonkín Central fue erigido el 5 de septiembre de 1848 con el breve Apostolatus officium del papa Pío IX, obteniendo el territorio del vicariato apostólico de Tonkín Oriental (hoy diócesis de Hải Phòng).
El 3 de diciembre de 1924 asumió el nombre de vicariato apostólico de Bùi Chu en virtud del decreto Ordinarii Indosinensis de la Congregación de Propaganda Fide.
El 9 de marzo de 1936 cedió una parte de su territorio para la erección del vicariato apostólico de Thái Bình (hoy diócesis de Thái Bình) mediante la bula Praecipuas inter del papa Pío XI.
El 24 de noviembre de 1960 el vicariato apostólico fue elevado a diócesis con la bula Venerabilium Nostrorum del papa Juan XXIII.

## Estadísticas
De acuerdo al Anuario Pontificio 2019 la diócesis tenía a fines de 2018 un total de 409 550 fieles bautizados.
| Año                                                                             | Población            | Población | Población      | Sacerdotes | Sacerdotes    | Sacerdotes    | Bautizados por sacerdote | Diáconos permanentes | Religiosos | Religiosos | Parroquias |     |
| Año                                                                             | Bautizados católicos | Total     | % de católicos | Total      | Clero secular | Clero regular | Bautizados por sacerdote | Diáconos permanentes | Varones    | Mujeres    | Parroquias |     |
| ------------------------------------------------------------------------------- | -------------------- | --------- | -------------- | ---------- | ------------- | ------------- | ------------------------ | -------------------- | ---------- | ---------- | ---------- | --- |
| 1950                                                                            | 190 329              | 697 009   | 27.3           | 182        | 173           | 9             | 1045                     |                      | 30         | 115        | 305        |     |
| 1963                                                                            | 165 000              | 950 000   | 17.4           | 30         | 30            |               | 5500                     |                      | 1          | 90         | 117        |     |
| 1999                                                                            | 355 864              | 1 100 250 | 32.3           | 49         | 49            |               | 7262                     |                      |            | 327        | 130        |     |
| 2000                                                                            | 349 000              | 1 120 000 | 31.2           | 47         | 47            |               | 7425                     |                      |            | 371        | 130        |     |
| 2001                                                                            | 361 733              | 1 138 270 | 31.8           | 52         | 52            |               | 6956                     |                      |            | 432        | 129        |     |
| 2003                                                                            | 371 500              | 1 350 000 | 27.5           | 74         | 74            |               | 5020                     |                      |            | 421        | 129        |     |
| 2004                                                                            | 380 130              | 1 336 400 | 28.4           | 58         | 58            |               | 6553                     |                      |            | 475        | 129        |     |
| 2006                                                                            | 386 148              | 1 428 658 | 27.0           | 84         | 83            | 1             | 4597                     |                      | 1          | 502        | 129        |     |
| 2012                                                                            | 381 906              | 1 879 000 | 20.3           | 163        | 163           |               | 2342                     |                      |            | 735        | 173        |     |
| 2015                                                                            | 398 084              | 1 218 100 | 32.7           | 185        | 80            | 105           | 2151                     |                      |            | 105        | 842        | 175 |
| 2018                                                                            | 409 550              | 1 250 186 | 32.8           | 211        | 104           | 107           | 1940                     |                      |            | 110        | 913        | 176 |
| Fuente: Catholic-Hierarchy, que a su vez toma los datos del Anuario Pontificio. |                      |           |                |            |               |               |                          |                      |            |            |            |     |

## Episcopologio
- Domingo Martí, O.P. † (5 de septiembre de 1848-26 de agosto de 1852 falleció)
- San José María Díaz Sanjurjo, O.P. † (26 de agosto de 1852 por sucesión-20 de julio de 1857 falleció)
- San José Melchor García-Sampedro Suárez, O.P. † (20 de julio de 1857 por sucesión-28 de julio de 1858 falleció)
- San Valentín Faustino de Berrio-Ochoa y Aristi, O.P. † (28 de julio de 1858 por sucesión-1 de noviembre de 1861 falleció)
  - Sede vacante (1861-1864)
- Bernabé García Cezón, O.P. † (9 de septiembre de 1864-noviembre de 1879 renunció)
- Manuel Ignacio Riaño, O.P. † (noviembre de 1879 por sucesión-26 de noviembre de 1884 falleció)
- Wenceslao Oñate, O.P. † (26 de noviembre de 1884 por sucesión-23 de junio de 1897 falleció)
- Máximo Fernández, O.P. † (16 de febrero de 1898-14 de agosto de 1907 renunció)
- Pedro Muñagorri y Obineta, O.P. † (14 de agosto de 1907-17 de junio de 1936 falleció)
- Domingo Ho Ngoc Cân † (17 de junio de 1936 por sucesión-28 de noviembre de 1948 falleció)
- Pierre Marie Pham-Ngoc-Chi † (3 de febrero de 1950-5 de marzo de 1960 renunció[6])
- Joseph Maria Phâm-Nang-Tinh † (5 de marzo de 1960-11 de febrero de 1974 falleció)
- Dominique Marie Lê-huu-Cung † (28 de abril de 1975-12 de marzo de 1987 falleció)
- Joseph Vû Duy Nhât † (12 de marzo de 1987 por sucesión-11 de diciembre de 1999 falleció)
- Joseph Hoàng Van Tiem, S.D.B. † (4 de julio de 2001-17 de agosto de 2013 falleció)
- Thomas Vu Dình Hiêu, por sucesión el 17 de agosto de 2013